# Rapino
Rapino – miejscowość i gmina we Włoszech, w regionie Abruzja, w prowincji Chieti.
Według danych na rok 2004 gminę zamieszkiwały 1432 osoby, 71,6 os./km².